# Trapelicino
Trapelicino (Pisa ?, prima metà del XII secolo – ...) è stato un corsaro e militare italiano, di probabile origine pisana.
È stato attivo nella seconda metà del XII secolo. La vita e le vicende militari che lo videro protagonista si inseriscono nel contesto medievale degli scambi delle rotte tra le repubbliche marinare italiane e il mondo islamico.

## Storia

### Il delitto
La prima notizia su Trapelicino risale al 1162. Si tratta di un documento ufficiale del comune di Pisa, il Breve consolum di quell'anno, dedicato cioè al giuramento che i consoli in carica dovevano formulare riguardo alle azioni da intraprendere per il bene della città. In particolare, nella rubrica I, i consoli si impegnavano ad agire per il benessere dei cittadini "eccetto di coloro che commisero lo scellerato e abominevole maleficio sulla nave di Trapelicino riguardo ai Saraceni". La rubrica XLI invece afferma che "tutti i provvedimenti presi contro gli uomini che furono sulla nave di Trapelicino, a causa dell'"abominevole e nefando maleficio fatto nei confronti dei Saraceni" sarebbero stati "tenuti in vigore". Questo significa che i colpevoli di quel gesto erano esclusi dal giuramento di fedeltà alla comunità e quindi, nel concreto, estromessi dai diritti (tutela) e doveri (partecipazione alle imprese militari e alla vita politica) che la cittadinanza comportava.

Nulla nel Breve viene detto circa il fatto criminale commesso, né riguardo alla data o alla località.

Una simile punizione lascia intendere comunque che la gravità del reato fosse stata assai marcata. È stato quindi ipotizzato che il delitto riguardasse in qualche modo il tradimento della civitas, ossia uno o più atti tali da colpire gravemente gli interessi politico-economici di Pisa e dei suoi esponenti. Alto tradimento, dunque, il crimine peggiore che un uomo di quel tempo poteva commettere. Dato che il Comune di Pisa aveva, a partire dal 1149, stabilito trattati commerciali con la maggioranza dei potentati islamici collocati sul mar Mediterraneo, il “tradimento” nei confronti dei Saraceni doveva riguardare una di queste numerose alleanze.

Il vocabolo “saraceni” usato nel breve non aiuta molto nell'identificare con esattezza il luogo e il dominio musulmano coinvolto. La professoressa Enrica Salvatori ha ipotizzato tuttavia un collegamento tra il delitto di Trapelicino e una lettera della metà del XII secolo spedita dal visir del 12º e 13º Imam/califfo fatimide d'Egitto (al-Ẓāfir e suo figlio al-Fāʾiz bi-naṣr Allāh) - Abū l-Faḍl ʿAbbās ibn Abī l-Futūḥ - al vescovo e ai consoli di Pisa. In questa missiva si dice che i Pisani si erano macchiati di un delitto terribile verso alcuni mercanti di Alessandria d'Egitto, fatti salire a bordo di una nave con l'inganno, poi derubati e uccisi. Per ritorsione, L'Imam-califfo fatimide aveva trattenuto in prigione numerosi mercanti pisani, minacciando l'interruzione totale dei rapporti commerciali con la città toscana.

Trapelicino non è mai nominato nella lettera, ma il fatto descritto, la data ipotizzabile e il contesto sembrano proprio coincidere. La gravità dell'azione del comandante veniva amplificata data la fase nuova, di coesistenza pacifica, che caratterizzava i rapporti tra Pisani e musulmani nel XII secolo, successiva al periodo delle celebri imprese pisane e quindi di aspri scontri sul mare.

### L'esilio
Dopo la disposizione del Breve Consolum del 1162, in cui venivano confermati i provvedimenti contro coloro che, con Trapelicino, avevano commesso contro dei Saraceni un abhominabile et nefandissimum maleficium, Trapelicino fu esiliato e privato della cittadinanza, ma evidentemente mantenne la propria nave e il proprio equipaggio, dato che le fonti lo attestano a Portovenere nel 1165.
Qui sappiamo che la galea di Trapelicino rimase alla fonda, utilizzata nelle trattative di pace tra Genova e Pisa. Le trattative fallirono e Trapelicino, ormai al servizio di Genova, dopo essere stato inseguito da una nave pisana nell'attuale Golfo della Spezia, andò allo scontro con i suoi vecchi concittadini ed ebbe la meglio (maggio 1165). Negli anni successivi Trapelicino proseguì la guerra di corsa al servizio di Genova contro i suoi concittadini, avendo a disposizione, altre galee e uomini di Portovenere. Arrivò così ad avere tre galee sotto il proprio comando. Le incursioni che Trapelicino compì tra il 1165 e il 1170 si inseriscono nella guerra pisano-genovese, combattuta nell'alto Tirreno e nel Golfo del Leone.

### A Marsiglia
Dopo il 1170 Trapelicino scompare dalla documentazione genovese e riemerge, terminato tra le due potenze tirreniche, in un documento redatto a Marsiglia nella seconda metà del XII secolo. Si tratta di una convenzione databile alla primavera del 1176 tra il re di Aragona, conte di Barcellona e marchese di Provenza Alfonso II e Trapelicino stesso. Il corsaro doveva compiere un viaggio fino a Costantinopoli, con due galee, a fronte di un rimborso prestabilito. A bordo della galea di Trapelicino sarebbe rimasto il siniscalco di Alfonso II, Ramon de Montcada, il quale, in caso di mancato pagamento, sarebbe stato trattenuto come ostaggio. In questo accordo la prestazione professionale di Trapelicino appare quella di un corsaro totalmente indipendente, al comando di una piccola flotta, capace di garantire un servizio di scorta a personalità nobili di rango europeo. A differenza del periodo in cui era stato al servizio di Genova, il contratto con Alfonso II è di tipo privato, e i contorni dei guadagni raggiungibili restano oscuri. I rapporti tra gli Aragonesi e i Pisani, all'epoca di questo accordo, erano buoni e forse, servendosi di un corsaro ex pisano con base operativa a Marsiglia, Alfonso II, sfruttava questo nuovo corso di buone relazioni reciproche. È possibile inoltre che le relazioni tra il "criminale esiliato" Trapelicino e la sua patria fossero ritornate a un livello amichevole e che il bando contro la sua persona fosse stato cancellato o dimenticato, anche se non ci sono documenti che lo possono provare.

## Conclusioni
La figura di Trapelicino copre un ampio periodo di tempo che va dai primi decenni del XII secolo, quando Pisa comincia a intessere intensi rapporti commerciali con le terre islamiche, specialmente con l'imamato/califfato fatimide, alla fine del medesimo secolo. Alla metà del XII secolo la figura di questo corsaro risulta estremamente interessante, in quanto agiva dietro compenso nell'ambito di un mandato preciso di una “città-Stato” quale era Genova: questo tipo di figura appare estremamente precoce in questo periodo, perché di norma attestata dalle fonti basso-medievali. Infine, l'esperienza al fianco degli Aragonesi nella seconda metà del secolo dimostra come quella del corsaro fosse per Trapelicino un'impresa commerciale vera e propria, visto il carattere dettagliato della convenzione con Alfonso II.